# Arthur Verhaegen
Arthur Théodore Verhaegen (Brussel, 31 augustus 1847 - Elsene, 5 september 1917) was een Belgische architect en politicus voor de Federatie van Katholieke Kringen en Conservatieve Verenigingen, de Katholieke Partij. Hij was ook een gerenommeerd glazenier.

## Levensloop
Verhaegen was

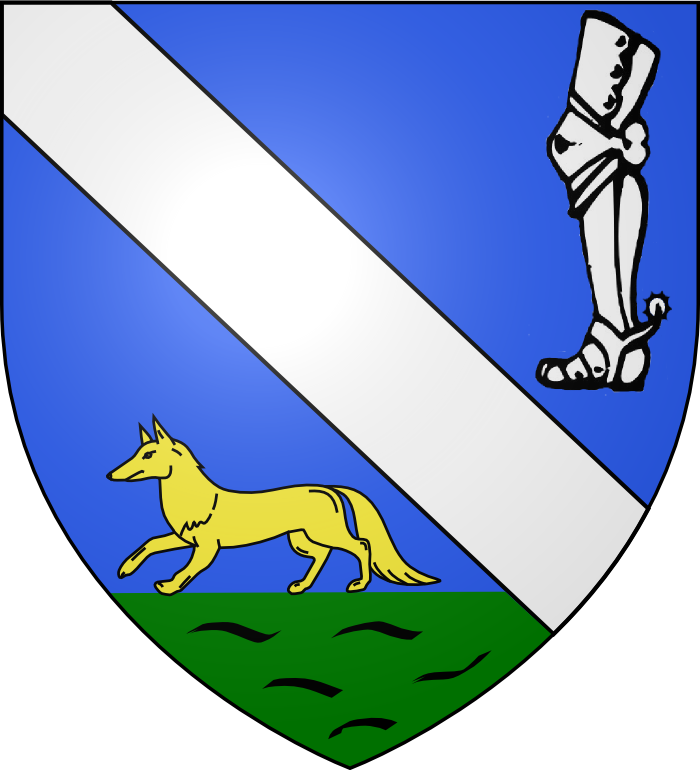
Wapen van baron Verhaegen

- de kleinzoon van de vrijzinnige jurist Pierre-Théodore Verhaegen, (1796-1862), medestichter van de Vrije Universiteit Brussel,
- de zoon van Eugène Verhaegen (1820-1878), een jurist die om zijn liberaal-katholieke en democratische sympathieën bekend stond, en van Florentine Nève (1832-1903).

Arthur Verhaegen volgde de humaniora aan het Brusselse jezuïetencollege Saint-Michel (tot ongenoegen van zijn grootvader) en behaalde aan de Rijksuniversiteit Gent het diploma van ingenieur Bruggen en Wegen. In 1870 werd hij benoemd tot onderingenieur in overheidsdienst in Charleroi.
In mei 1872 trouwde Arthur Verhaegen met Claire Lammens, de jongste dochter van de Gentse senator Jules Lammens. Ze hadden tien kinderen:
- Pierre Verhaegen (1873-1953) die trouwde met Augusta van de Walle de Ghelcke.
- Marie-Claire Verhaegen (1875-1887).
- Paul-Vincent Verhaegen (1876-1963), echtgenoot van Agnes de Formanoir de la Cazerie.
- Joseph Verhaegen (1878-1957), procureur des Konings en echtgenoot van Marie de Wasseige.
- Marguerite Verhaegen (1881-1945), die trouwde met de katholieke Naamse volksvertegenwoordiger Auguste Mélot.
- Claire Verhaegen (1883-1886).
- Jeanne Verhaegen (1885-1958), die trouwde met de jurist en katholieke politicus Conrad Vergauwen.
- Marie-Claire Verhaegen (1887-1975), die trouwde met ingenieur Georges de Grand'Ry.
- Elisabeth Verhaegen (1889-1982), die trouwde met de jurist, historicus en Leuvense hoogleraar, burggraaf Charles-Alexis Terlinden.
- Jean-Baptiste Verhaegen (1892-1945), die advocaat was bij de Gentse balie, schepen van Merelbeke en trouwde met Simonne Piers de Raveschoot.

## Architect en glazenier

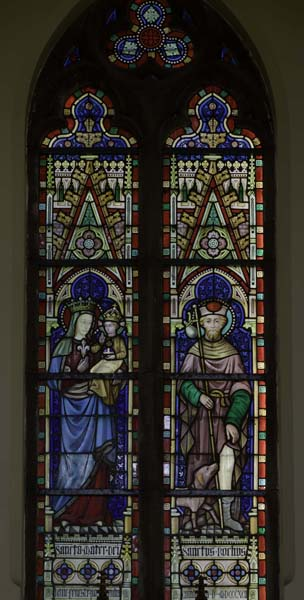
Raam in Ronse van Atelier Verhaegen (1892)

Verhaegen kwam zich na zijn huwelijk in Gent vestigen als architect en glazenier en engageerde zich in de Sint-Lucasbeweging rond baron Jean-Baptiste Charles de Bethune, de promotor van de neogotiek in België. Van 1875 tot 1895 zette hij het glazeniersatelier van Bethune voort. Nadien werd het overgenomen door Joseph Casier (1852-1925), die het tot aan zijn dood verder zette.
Hij verwierf faam als mede-ontwerper van het Groot Begijnhof in Sint-Amandsberg, de abdij Affligem, de gebouwen van het Werk der Vlamingen in Parijs, de kapel voor de Dames van de Eeuwigdurende Aanbidding in Rome, de neogotische vleugel van het kasteel Verhaegen in Watermaal-Bosvoorde en in Merelbeke. Andere belangrijke realisaties waren de restauraties van de kapittelkerk in Nijvel en Zinnik en van het Geeraard de Duivelsteen in Gent en zijn medewerking aan de restauratie van het Gravensteen.
Verder was hij erelid van de Gilde van Sint-Lucas en Sint-Jozef en achtereenvolgens in 1874 lid, in 1884 secretaris en in 1907 voorzitter van de Gilde van Sint-Thomas en Sint-Lucas. Tevens was hij actief in het Sint-Vincentius a Paulogenootschap, waar hij van 1881 tot 1900 voorzitter van de Centrale Raad in Gent was.

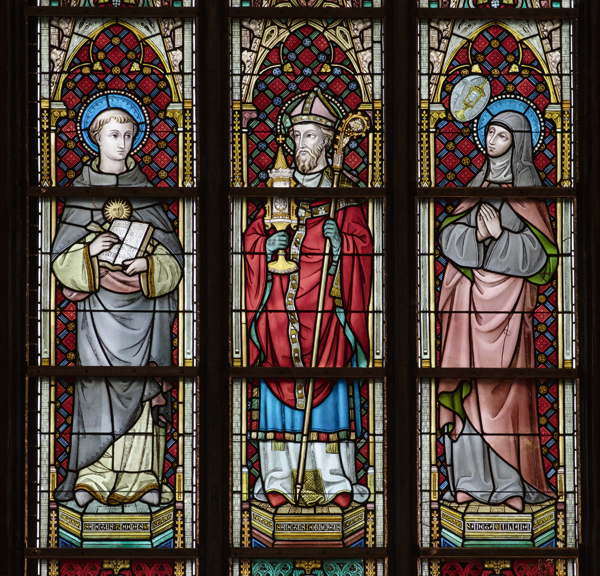
Église Saint-Jacques (Doornik)
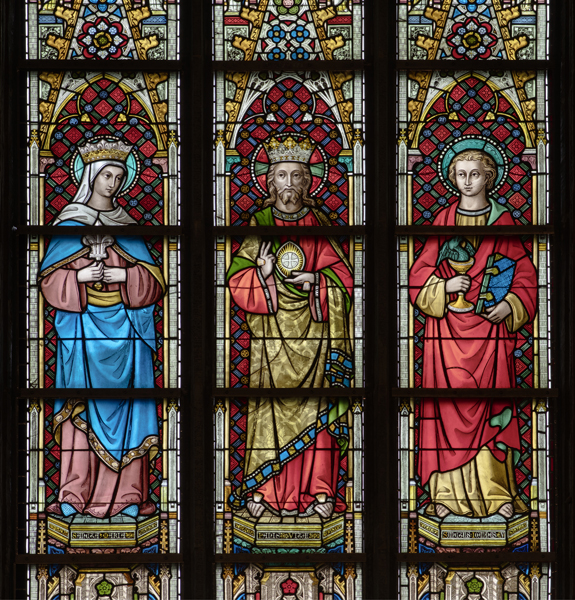
Église Saint-Jacques (Doornik)

## Politiek
Aanvankelijk was hij een fervent aanhanger van het ultramontanisme, zoals in 1878 bleek in zijn ophefmakende brochure Catholique et politique. Ook toonde hij zich erg combattief in de schoolstrijd van 1878-1884. Hij evolueerde later naar de christendemocratie en werd van 1883 tot 1892 gemeenteraadslid van Merelbeke (1883-1892) en vervolgens van 1891 tot 1900 provincieraadslid en van 1892 tot 1900 gedeputeerde in Oost-Vlaanderen. Daarna was hij van 1900 tot aan zijn dood in 1917 lid van de Kamer van volksvertegenwoordigers voor de Katholieke Partij in het arrondissement Gent. In 1896 werd hij nationaal voorzitter van de Belgische Volksbond - Ligue démocratique belge.
Tijdens zijn leven al werd hij vooral met het sociaal-katholicisme en de christelijke arbeidersbeweging geïdentificeerd, wat nog versterkt werd door de publicatie van zijn memoires Vingt-cing années d'action sociale in 1911. Verhaegen engageerde zich in de maatschappelijke werken, zoals de Gentse Antisocialistische Werkliedenbond, een stedelijke federatie van katholieke volkswerken, waaronder de antisocialistische vakverenigingen en de arbeiderskrant Het Volk, die Verhaegen in 1891 oprichtte.
Tijdens de Eerste Wereldoorlog werd hij, vanwege verzetsactiviteiten, door de Duitsers veroordeeld tot twee jaar gevangenisstraf in een Duitse gevangenis en overleed kort na zijn vervroegde vrijlating in 1917.
Tijdens de Tweede Wereldoorlog kwamen meerdere leden van de familie als politieke gevangenen in Duitse concentratiekampen terecht, met dramatische gevolgen. Marguerite Verhaegen overleed in het concentratiekamp van Ravensbrück, haar echtgenoot Augustin Mélot in dat van Neuengamme. Ook het echtpaar Jean en Simonne Verhaegen-Piers de Raveschoot en hun zonen Pierre en Paul werden aangehouden wegens hun verzetsactiviteiten. Jean Verhaegen en zoon Pierre belandden in concentratiekampen. Jean Verhaegen overleed in Schandelah, een petroleumraffinaderij, afhankelijk van Neuengamme. Pierre, in hetzelfde kamp opgesloten, overleefde het. Een andere zoon, Freddy Verhaegen, onderofficier bij de Brigade Piron, sneuvelde in Nederland in september 1944.

## Belgische adel
In 1886 werd Verhaegen in de Belgische erfelijke adel opgenomen en vlak voor zijn dood werd hem bij Koninklijk Besluit van 5 september 1917 een baronstitel toegekend, overdraagbaar bij eerstgeboorte. Dit was, in oorlogstijd, een zeer uitzonderlijke promotie, die in 1919 op de naam van zijn vrouw met open brieven werd bevestigd. Hij was ook doctor honoris causa (1884) van de Katholieke Universiteit Leuven.

## Publicaties
- A propos du programme ouvrier des catholiques, 1900
- Antisocialistische werkliedenbond van Gent. Beknopt overzicht van eenige punten der staathuishoudkunde lessen gegeven aan de leden van Gent
- L'aumonerie militaire au congrès des oeuvres sociales à Liége, septembre 1887, 1887.
- Beknopt overzicht van enige punten der stadhuishoudkunde
- De bijloke van Gent, opgeluisterd met 43 platen geteekend door de Heeren E. Serrure en A. Van Assche, 1889.
- De vakvereeniging, 1895
- De vakvereeniging, met een model van standregelen en den tekst van de nieuwe wet op de vakvereenigingen met beknopten uitleg, 1895
- Une descendance légitime des anciens ducs de Brabant, 1888.
- Dévotions populaires et croyance en Dieu,
- Eenige lessen over staathuishoudkunde gegeven in 1911 aan de jonge leden van den Antisocialistischen Werkliedenbond van het arrondissement Gent
- Les élections du 2 juin 1912 et la politique libérale, 1912
- Les élections du 22 mai 1910, 1910
- Les élections du 24 mai 1914, 1914
- Het collectivisme. (Les gegeven te Leuven, tijdens de vierde Sociale week, in 1911)
- Het loon. Les gegeven te Leuven tijdens de eerste sociale week, in 1908
- Het jaar 2000 of de Socialisten in werkingdoor Ed. Bellamy ; Uittreksels en bemerkingen
- Jules Lammens et les oeuvres catholiques. Esquisse biographique, 1909
- L'État hors de l'École!
- L'hôpital de la Byloke à Gand, monographie publiée sous le patronage de l'État, de la Flandre Orientale et de la ville de Gand
- La manifestation nationale du 7 septembre 1884 à Bruxelles, 1885
- La question scolaire, 1902
- Le cardinal de Franckenberg, archevêque de Malines (1726-1804)
- Le minimum de salaire, 1892
- Le minimum de salaire dans les adjudications publiques, 1893
- Le service personnel et l'aumônerie militaire, 1886
- Les cinquante dernières années de l'ancienne Université de Louvain (1740-1797). Essai historique suivi d'une notice biographique sur l'avant-dernier recteur magnifique Pierre-Théodore Verhaegen, 1884
- Les missionnaires belges du Congo,
- Natuurlijke beginselen en wetten en menschelijke wetten, 1899
- Praktische raadgevingen aan de leiders der arbeiders-vereenigingen (les gegeven te Leuven tijdens de derde Sociale Week, in 1910)
- Projet de loi relatif à l'amélioration du cours de l'Escaut entre Anvers et le Kruisschans et aux travaux qui en sont la conséquence
- Proposition de loi sur l'affiliation aux unions ouvrières, 1914
- La régie nationale des chemins de fer de l'Etat et l'avant-projet sur l'exploitation des chemins de fer de l'Etat
- Soixante-quinzième anniversaire de l'indépendance nationale, 1830, 1905
- Le suffrage universel pur et simple, 1911
- Toepassing van het katholiek sociaal programma in de werken. Les gegeven te Leuven tijdens de tweede sociale week, in 1909
- Vingt-cinq années d'action sociale